# Церква Іоанна Богослова (Стара Некрасівка)
Церква Іоанна Богослова (Іванівська церква) — храм Київської і всієї України єпархії (Української архієпископії) Російської православної старообрядницької церкви в селі Стара Некрасівка Ізмаїльського району Одеської області. Дзвіниця храму є пам'яткою архітектури національного значення.

## Історія
Село Стара Некрасівка було засноване старообрядцями-некрасівцями в 1811—1812 роках. Уже з 1812 року біля села діяв Ізмаїльський Свято-Нікольський старообрядницький монастир, закритий владою в 1829 році.
У 1838 році жителям Старої Некрасівки вдалося отримати дозвіл влади на будівництво нової церкви. У ній було п'ять дзвонів загальною вагою, що не перевищувала 30 пудів. У 1860 році, після приєднання Південної Бессарабії до Молдавського князівства, була побудована дзвіниця.

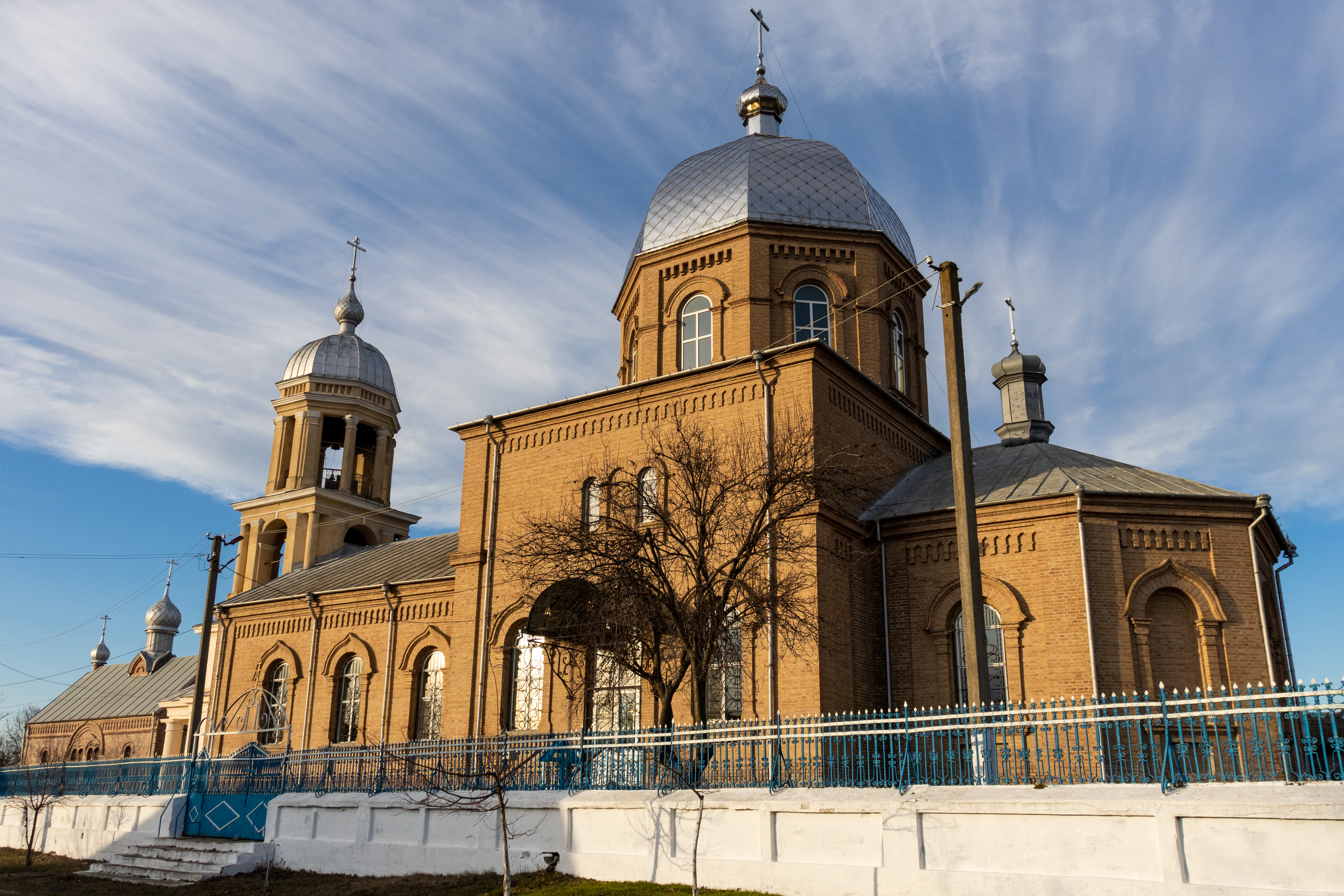
Загальний вигляд церкви

У 1931 році проведено роботи з розширення храму. Для того, щоб не переривати богослужінь, фундамент і стіни нової церкви збудували по периметру старої, а після старі стіни були розібрані і винесені зсередини. У 1938 році була встановлена нова баня. У 2006 році з церкви було викрадено 16 ікон. У 2018 році була встановлена нова баня, виготовлена на кошти Благодійного фонду Олександра Урбанського «Придунавье» .